# Kinistin 91
Kinistin 91 är ett reservat i Kanada.   Det ligger i provinsen Saskatchewan, i den centrala delen av landet, 2 200 km väster om huvudstaden Ottawa.
Omgivningarna runt Kinistin 91 är en mosaik av jordbruksmark och naturlig växtlighet. Trakten runt Kinistin 91 är nära nog obefolkad, med mindre än två invånare per kvadratkilometer.